# Grundhof (Luxembourg)
Pour les articles homonymes, voir Grundhof.
Grundhof (luxembourgeois : Grondhaff) est une section de la commune luxembourgeoise de Beaufort et de Berdorf située dans le canton d'Echternach.

## Géographie
Le village est principalement établi le long de l’Ernz Noire, une rivière qui se jette dans la Sûre juste au nord du village. Il était traversé par la ligne de la Sûre et possédait une gare, la gare de Grundhof.